# BOK Sportcsarnok
A BOK Sportcsarnok Budapest XIV. kerületében található sport- és rendezvénycsarnok. Korábbi nevei: SAP csarnok (2000–2003) és SYMA Sport- és Rendezvényközpont (2003–2016).
A csarnok a Budapest Sportcsarnok 1999-ben történt leégése után épült fel. 2000-től 2003-ig SAP néven működött. 2006-ban felépült az "A" és a "C" rendezvénycsarnok is. Az épület Magyarország legkorszerűbb rendezvényközpontjai közé tartozik. Évente több mint 120 rendezvényt tartanak itt. Az épületben fellépett már Kovács Kati, Charlie, Keresztes Ildikó, a Tankcsapda, Gary Moore és a Morcheeba, de számtalan szakmai kiállítás és sportesemény is megrendezésre került. A központ 10 000 (maximum 6000 fő a BOK weboldala szerint, ebből az “A” csarnok, maximum 4000 fő ) főig biztosít férőhelyet, de a konferenciatermekben 120-tól 250 főig, 80-tól 120 főig, illetve 15-től 30 főig terjed a kapacitása.
2014-ben az állam kezdeményezte a csarnok kisajátítását, amit végül adás-vétel keretében szerzett meg. 2016-tól felvette a BOK (Budapesti Olimpiai Központ) nevet.

## Sportesemények a csarnokban
- 2013-as vívó-világbajnokság
- 2014-es műkorcsolya- és jégtánc-Európa-bajnokság
- 2015-ös női kosárlabda-Európa-bajnokság
- 2016-os birkózó-világbajnokság
- 2017-es Hungarian Ladies Open
- 2018-as magyar fedett pályás atlétikai bajnokság
- 2018-as Hungarian Ladies Open
- 2019-es Hungarian Ladies Open
- 2019-es magyar fedett pályás atlétikai bajnokság
- 2019-es vívó-világbajnokság
- 2022-es birkózó-Európa-bajnokság
- 2024-es magyar férfi kosárlabdakupa döntő
- 2024-es sakkolimpia